# Сергей Игнатов
Сергей Симеонов Игнатов е български историк-египтолог и политик.
Основател на египтологията в България. От 19 ноември 2009 г. до 6 февруари 2013 г. е министър на образованието, младежта и науката в правителството на Бойко Борисов. Проф. Игнатов е първият българин, избран за ректор на европейски университет – Европейския университет за хуманитарни науки във Вилнюс от 1 март 2018 г.
Понастоящем е Ректор на EHU, професор по египтология в Нов български университет  и ръководител на Български институт по египтология. Специалист по ориенталистика (странознание на Азия и Африка), води и курс „Идеята за държавност“ в департамент Национална и международна сигурност на НБУ.
Член на Friends of Europe, член на Настоятелството на South-East European Research Centre (SEERC), член на Настоятелството на Нов български университет.

## Биография

### Произход и образование
Сергей Игнатов е роден на 6 август 1960 г. във Видин в семейството на адвокат и стоматолог. Баща му Симеон Игнатов е дългогодишен ръководител на Книгоразпространение, член на БКП, по-късно активист на БСП и на председател на Българския антифашистки съюз. Дядо му Игнат Николов е потомък на капитан Йордан Стоянов, роден в село Долна Вереница, който е внук на прославения войвода дядо Цеко Петков. Семейството на Цеко Петков произхожда от рода на Тодор Терзията Комитата, участник в Чипровското въстание от 1688 г.
Завършва 35 ГРЕ в София (1978) и специалност „Египтология“ в Ленинградския държавен университет, Факултет по изтокознание (1985). Защитава докторска степен по история  в същия университет (вече преименуван в Санктпетербургски държавен университет). През 1993 г. и 1995 г. специализира в All Souls College, Оксфорд.
През юни 2009 г. става доктор на историческите науки пред ВАК.
Владее руски, английски, френски език, преподава и провежда изследвания на древноегипетски и коптски, ползва асиро-вавилонски (акадски) и старогръцки.

### Научна кариера
Софийски университет „Климент Охридски“
- 1985 – лектор по египтология
- 1991 – асистент, Факултет по класически и нови филологии
- 1997 – доцент по семитско-хамитски езици (египтология) [5], ФКНФ

Нов български университет
- 1994 – лектор по египтология
- 1998 – ръководител на Департамент „Средиземноморски и източни изследвания“
- 1998 – декан на Бакалавърския факултет
- 2000 – доцент, ръководител на департамент „Средиземноморски и източни изследвания“
- 2002 – ректор
- 2010 – професор на НБУ

Българска академия на науките
В периода 2002 г. – 2009 г. е старши научен сътрудник в Института по тракология на БАН.
Работа в European Humanities University
- 2018 – ректор

Членство в научни организации
- International Associassion of Egyptologists (от 1985)
- Egypt Exploration Society, Great Britain (от 1993)
- Русско-германское общество по изучению культурного наследия древнего мира, Санкт Петербург (от 1989)
- International Association for Ancient Oriental studies (вицепрезидент)
- Създател и директор на Български институт по египтология към НБУ от 2006 г.[6].

### Политическа кариера
- През май 2006 г. за предстоящите през октомври 2006 президентски избори е предложен от ВМРО за кандидат за президент на десните, по-късно за десен кандидат е избран Неделчо Беронов [7], който получава 10%.
- От август 2009 г. е заместник-министър на образованието, младежта и науката.
- На 19 ноември 2009 г. след избирането на Йорданка Фандъкова за кмет на Столичната община, тя е освободена от поста министър на образованието, младежта и науката, а на нейно място за министър е избран Сергей Игнатов.
- На 28 януари 2013 г. премиерът Бойко Борисов му поисква оставката във връзка с извършената от Главния инспекторат на МС проверка във Фонд „Научни изследвания“ и свързаните с нея констатации и препоръки за подобряване на работата на фонда. Игнатов депозира молбата си за напускане на поста и тя е приета веднага.

## Министър на образованието, младежта и науката

### Възгледи за реформите в образованието
- Застъпва се за англосаксонски тип на образователната система, в съответствие с Болонските договорености, вместо недостатъчно гъвкавия хумболтовски тип университет [8];
- Застъпва се за електронно обучение в университетите и училищата;
- Счита, че обсъждането на отпадане на пълния член е „несериозно“. Според него в училище трябва да се повишава грамотността на учениците по привлекателен за тях начин и при бъдещо развитие на България грамотните ще имат по-добро положение[9].;
- Застъпва се за реформиране на системата за израстване в академичната кариера, определяна от него като „сталинистка“ от времето на СИВ и водеща до „професори от оперетен тип“ (странстващи). Постига децентрализация на процедурите по заемане на академични длъжности и научни звания, закрива висшата атестационна комисия, съществуваща от времето на социалистическото управление (ВАК) и постига академична автономност като дава възможност на висшите училища сами да формират политиката за своето кадрово развитие [10]. Проф. Игнатов е бил член на специализиран научен съвет (СНС) на ВАК и доктор на историческите науки на ВАК.
- Като министър през 2013 г. успява да договори най-високия брутен бюджет за образование в изминалите 5 календарни години, в размер на 2 млрд. 920 млн. лв. [11]

### Критика на дейността му като министър
Срещу неговия законопроект „За развитие на академичния състав“ се обявяват някои представители на БАН и на Съюза на учените в България. Гражданското движение за защита на науката и образованието, основано през 2007 г. от учени от БАН, инициира подписка, подписана от повече от 800 души, много от тях български учени, академици, член-кореспонденти, както и над 40 български учени, работещи в чужбина. Академичната общност в България се състои от около 18 хиляди преподаватели, повечето от които в крайна сметка подкрепят реформата. Една от основните критики към ЗРАС е въвеждането на изискване авторефератът на кандидатите за докторантура да се публикува в интернет на български и английски език. Изискването за английски вариант отпада след вето на Президента Първанов и законът влиза в сила, въвеждайки нови правила за прозрачност на избора, пренасяйки отговорността за развитие на преподавателската и изследователска дейност в ръцете на ректорите и на академичната общност, а не на Министерски съвет. Закриването на висшата атестационна комисия (ВАК) доведе до значително снижаване на контрола върху процедурите за хабилитиране на преподаватели с всички отрицателни последствия от това.
Общото събрание на БАН на 1 февруари 2010 иска оставката на министър Игнатов, затова че е „дезинформирал и подвел българската общественост“.
След конкурсната сесия на Фонд „Научни изследвания“, завършила на 15 ноември 2012 , той защитава решенията на Фонда.. Провокираното от действията му възмущение довежда група български учени до протест.
Закрива със своя заповед №РД-14-126 от 10 август 2010 г. най-старото учебно заведение за средно техническо образование на Балканския полуостров – Образцовия механотехникум в София (при закриването вече е нефункциониращата Софийска техническа гимназия), създадено през 1883 г. с указ на княз Батенберг и дало живот на разроилите се от него през десетилетията практически всички механо- и електротехнически техникуми в София, и го прехвърля съм Софийски университет „Св. Климент Охридски". Мащабната сграда е обсъждана като една от възможностите за преместване на Класическата гимназия обратно в центъра на София, но в крайна сметка СУ я разменят срещу сградата на Шипка 6, която остава за ползване на културните дейци и художниците в София.

### Книги
- Sergei Ignatov, The Body of God, Lakov Press, Sofia, 1999, 128 р. ISBN 954-483-036-7
- Сергей Игнатов, Египет на фараоните, ИК „Изток-Запад“, София, 2004, 232 с. ISBN 954-321-037-3
- Сергей Игнатов, Папирусът не расте на скала. (трето преработено и допълнено издание). С., 2004
- Сергей Игнатов (съст.), Мъдростта на древните египтяни, ИК „Изток-Запад“, София, 2006, ISBN 954-321-111-6
- Сергей Игнатов, Мъдростта на древните египтяни (второ преработено и допълнено издание), С., 2009
- Сергей Игнатов, Морфология на класическия Египет, Издателство на НБУ, София, 2012, с. 272. ISBN 978-954-535-721-3
- Ignatov, S. 2016, The Body of God. Word and Image in Ancient Egypt. New Bulgarian University Publishing House, Sofia
- Ignatov, S. 2017, The Ancient Egyptian Story of the Shipwrecked Sailor. Morphology of Classical Egypt. New Bulgarian University Publishing House, Sofia

### Избрани публикации в научната периодика
- Древноегипетското учение за контрола над сърцето. – сп. Анали, 2000, с. 26 – 30.
- „Изоставеният цар…“ в египетската литература. – В: Мит, изкуство, фолклор 7. Сборник в чест на акад. Д. Раевски. С., 2001, с. 452 – 463.
- Източната пустиня и мореплаването в Червено море в епохата на Средното царство. – Годишник на Департамент Средиземноморски и източни изследвания, 2004, т. 2, с. 249 – 255.
- Името на змея в древноегипетската приказка за корабокрушенеца. – В: EYMPOEION или Античност и хуманитаристика. С., 2001, с. 383 – 386.
- Морфология на Класическия Египет. – Дисертация за присъждане на научната степен „доктор на историческите науки“, С., 2009.
- Обреченият царски син. – В: Непознатият Изток. С., 2001, с. 133 – 137.
- Предговор към: Леков, Т. Литанията на Ре. С., 2004, с. 7 – 8.
- Предисловие към: Кролл, А. А. Египет первых фараонов. М., 2005, с. 5 – 9.
- Рамсес ІІ Велики. – сп. Ето, С., 2007, с. 15 – 33.
- Слово и изображение в Древен Египет. – Култура и религия, 2001, № 1, с. 16 – 19.
- Фокнър, Р. О. (съст.) Кратък средноегипетски речник. (ред. и конс. С. Игнатов) С., 2008.
- Червеният ред в древноегипетската приказка за корабокрушенеца. – Годишник на Департамент Средиземноморски и източни изследвания, 2002, т. 1, с. 52 – 55.
- Сказка о потерпевшем кораблекрушение в контексте истории и культуры Древнего Египта эпохи Среднего царства. – Дисертация за присъждане на научната степен „доктор“. Санкт Петербург, 1994.
- Dramatical Differences between Sinuhe and The Story of the Shipwrecked Sailor. – Сборник в чест на проф. А. Белова. М., 2009. (под печат)
- El estado y la sociedad en el Egypto antiguo y su reflejo en los valores europeos. – Perspectivas sobre Oriente y Occidente. Universidade De Santiago de Compostela. 2008, p. 15 – 24.
- Literature and Politics in the Time of Ramses II & the Kadesh Inscriptions. – Literatur und Politik im pharaonischen und ptolemaischen Agypten. Herausgegeben von Jan Assmann und Elke Blementhal. Institut Francais D’Archeologie Oriental, Le Caire, 1999, pp. 87 – 89.
- The Name of the Serpent in the Ancient Egyptian Story of the Shipwrecked Sailor. – Gottinger Miszellen, 2005, Heft 206, pp. 33 – 37.
- The Red Line in the Ancient Egyptian Story of the Shipwrecked Sailor. ‒ Journal of Egyptological Studies, 2005, No 2, pp. 5 – 9.
- The sun Religion of Akhenaten. VIth International Melammu Conference. Sofia, Sept. 2008 (под печат)
- Word and Image in Ancient Egypt. – Journal of Egyptological Studies, 2004, No 1, pp. 9 – 32.
- Exploring the Morphology of Classical Egypt (based on pHermitage 1115 – The Story of the Shipwrecked Sailor) – Journal of Egyptological Studies, 2010, No 3, pp. 5 – 43
- ((en)) Sergei Ignatov (1999) Literature and Politics in the Time of Ramesses II: the Kadesh Inscriptions (pdf) Архив на оригинала от 2014-08-12 в Wayback Machine. In: Literatur und Politik im pharaonischen und ptolemäischen Ägypten: Vorträge der Tagung zum Gedenken an Georges Posener, 5.-10. September 1996 in Leipzig. Bibliothèque d'Étude (127). Institut Français d'Archéologie Orientale, (Le Caire), pp. 87 – 89.
- ((en)) Sergei Ignatov (2004). Word and Image in Ancient Egypt (pdf). The Journal of Egyptological Studies (1). ISSN 1312 – 4307